# أغسطس فيليبس
أغسطس فيليبس (بالإنجليزية: Augustus Phillips)‏ هو ممثل أمريكي، ولد في 1 أغسطس 1874 برينسيلار في الولايات المتحدة، وتوفي في 29 سبتمبر 1944 بلندن في المملكة المتحدة.

## أعمال

### أفلام
- (1910) فرانكنشتاين

## وصلات خارجية
- أغسطس فيليبس على موقع IMDb (الإنجليزية)
- أغسطس فيليبس على موقع قاعدة بيانات الفيلم (الإنجليزية)